# P. J. Hogan

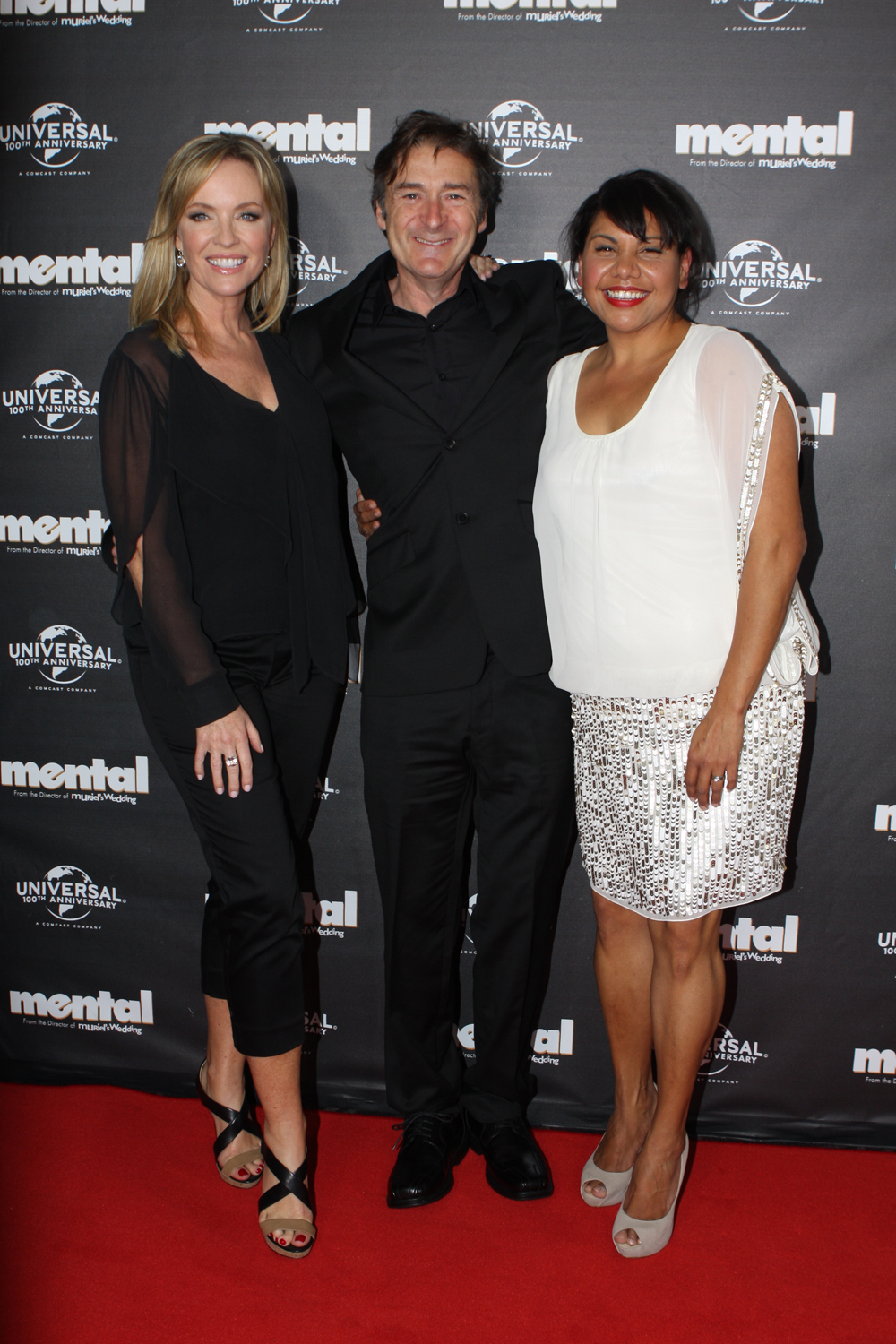
Rebecca Gibney (l), Regisseur P. J. Hogan (m) und Deborah Mailman (r) bei der Premiere des Films Mental in Sydney im September 2012

P. J. Hogan (* 30. November 1962 in Brisbane, Queensland als Paul John Hogan) ist ein preisgekrönter australischer Filmregisseur und Drehbuchautor, der einige namhafte Kinofilme inszenierte, darunter Muriels Hochzeit, Die Hochzeit meines besten Freundes, Peter Pan oder Shopaholic – Die Schnäppchenjägerin.

## Leben und Karriere
Paul John Hogan wurde 1962 in Brisbane im australischen Bundesstaat Queensland geboren. Er wuchs in der kleinen Stadt Tweed Heads an der Nordküste von New South Wales auf und bewarb sich nach dem Besuch der Tweed River High School als 17-Jähriger bei der Australian Film Television and Radio School in Sydney, wo er neben der Regisseurin Jane Campion auch seine spätere Frau Jocelyn kennenlernte.
Hogan begann seine Laufbahn 1984 als Regisseur und Drehbuchautor mit dem Kurzfilm Getting Wet. Sein Kinodebüt gab er zwei Jahre später mit dem Spielfilm The Humpty Dumpty Man. Von Ende der 1980er Jahre bis zu Beginn der 1990er Jahre war P. J. Hogan hauptsächlich für das Fernsehen tätig, dort schrieb und inszenierte er für Serien wie The Bartons, Die fliegenden Ärzte, The Miraculous Mellops oder Lift Off.
Mit der romantischen Filmkomödie Muriels Hochzeit mit Toni Collette in der Hauptrolle landete er im Jahr 1994 einen großen internationalen Filmhit. Die australische Produktion wurde mit zahlreichen nationalen und internationalen Preisen ausgezeichnet. Unter anderem mit dem Australian Film Institute Award für den Besten Film, ferner Preise in sechs weiteren AFI-Kategorien, darüber hinaus erhielt der Film Nominierungen bei den Verleihungen zum Golden Globe Award, zum British Academy Film Award oder zur Writers Guild of America. 1997 entstand mit der US-amerikanischen Produktion Die Hochzeit meines besten Freundes mit Julia Roberts, Dermot Mulroney und Cameron Diaz eine weitere kommerziell sehr erfolgreiche romantische Komödie unter seiner Regie. Der Komponist des Films James Newton Howard war 1998 in der Kategorie Best Music, Original Musical or Comedy Score für einen Oscar nominiert. Darüber hinaus erhielt die Filmkomödie zahlreiche weitere Nominierungen und Auszeichnungen.
In den 2000er Jahren schrieb und inszenierte er verschiedene Kinoproduktionen und Fernsehfilme wie Wer tötete Victor Fox?, Peter Pan, Dark Shadows oder die Komödie Shopaholic – Die Schnäppchenjägerin in der Besetzung Isla Fisher, Hugh Dancy und Krysten Ritter. 2012 drehte er mit Mental eine weitere Komödie mit der Schauspielerin Toni Collette in der Hauptrolle.
P. J. Hogan ist seit den 1980er Jahren mit der australischen Regisseurin, Filmproduzentin und Drehbuchautorin Jocelyn Moorhouse verheiratet, die ihn bei verschiedenen Filmprojekten auch als Produzentin unterstützte, die beiden haben zusammen vier Kinder, Maddy, Jack, Spike und Lily.

## Filmografie (Auswahl)
| - 1984: Getting Wet (Kurzfilm) - 1986: The Humpty Dumpty Man - 1993: Sloth - 1994: Muriels Hochzeit (Muriel’s Wedding) - 1997: Die Hochzeit meines besten Freundes (My Best Friend's Wedding) - 2002: Wer tötete Victor Fox? (Unconditional Love) - 2003: Peter Pan - 2005: Dark Shadows (Fernsehfilm) - 2007: Nurses (Fernsehfilm) - 2009: Shopaholic – Die Schnäppchenjägerin (Confessions of a Shopaholic) - 2012: Mental | - 1984: Getting Wet (Kurzfilm) - 1986: The Humpty Dumpty Man - 1988: The Bartons (Fernsehserie, eine Episode) - 1988: To Make a Killing - 1990: Die fliegenden Ärzte (Fernsehserie, eine Episode) - 1990: Skirts (Fernsehserie, eine Episode) - 1991: The Miraculous Mellops (Fernsehserie, zwei Episoden) - 1992: Lift Off (Fernsehserie, eine Episode) - 1994: Muriels Hochzeit (Muriel’s Wedding) - 2002: Wer tötete Victor Fox? (Unconditional Love) - 2003: Peter Pan - 2008: The American Mall (Fernsehfilm) - 2012: Mental - 2015: The Dressmaker |